# Taonura flabelliformis
Taonura flabelliformis är en svampdjursart som beskrevs av Carter 1882. Taonura flabelliformis ingår i släktet Taonura och familjen Thorectidae.
Artens utbredningsområde är havet kring Australien. Inga underarter finns listade i Catalogue of Life.